# 狭間駅
狭間駅（はざまえき）は、東京都八王子市東浅川町にある、京王電鉄高尾線の駅である。京王西管区所属。駅番号はKO51。

## 歴史
- 1967年（昭和42年）10月1日 - 高尾線開通と同時に開業。
- 2013年（平成25年）2月22日 - 準特急停車駅となる（ただし急行は引き続き通過）[2][3]。
- 2022年（令和4年）3月12日 - 準特急が廃止され、代わって特急の停車駅となる[4][5]。

### 駅名の由来
「狭間」は、もともと初沢山の麓の集落の名称であった。その後その周辺を含めた地域の町名となり、駅の名称にも採用された。

## 駅構造
相対式ホーム2面2線を有する地上駅である。駅舎は下りホーム側に設置されており、各ホームは跨線橋により連絡している。跨線橋にはエレベーターが設置されている。
待合室が各ホーム上に設置されている。
トイレは下りホーム側改札内にあり、ユニバーサルデザインの一環として「だれでもトイレ」も設置されている。
高尾寄りには高尾方面の線路と分岐して保線用線路が設置されている。
2028年度にホームドアの設置が予定されている。

### のりば
| 番線 | 路線   | 方向 | 行先           |
| ---- | ------ | ---- | -------------- |
| 1    | 高尾線 | 下り | 高尾山口方面   |
| 2    | 高尾線 | 上り | 北野・新宿方面 |

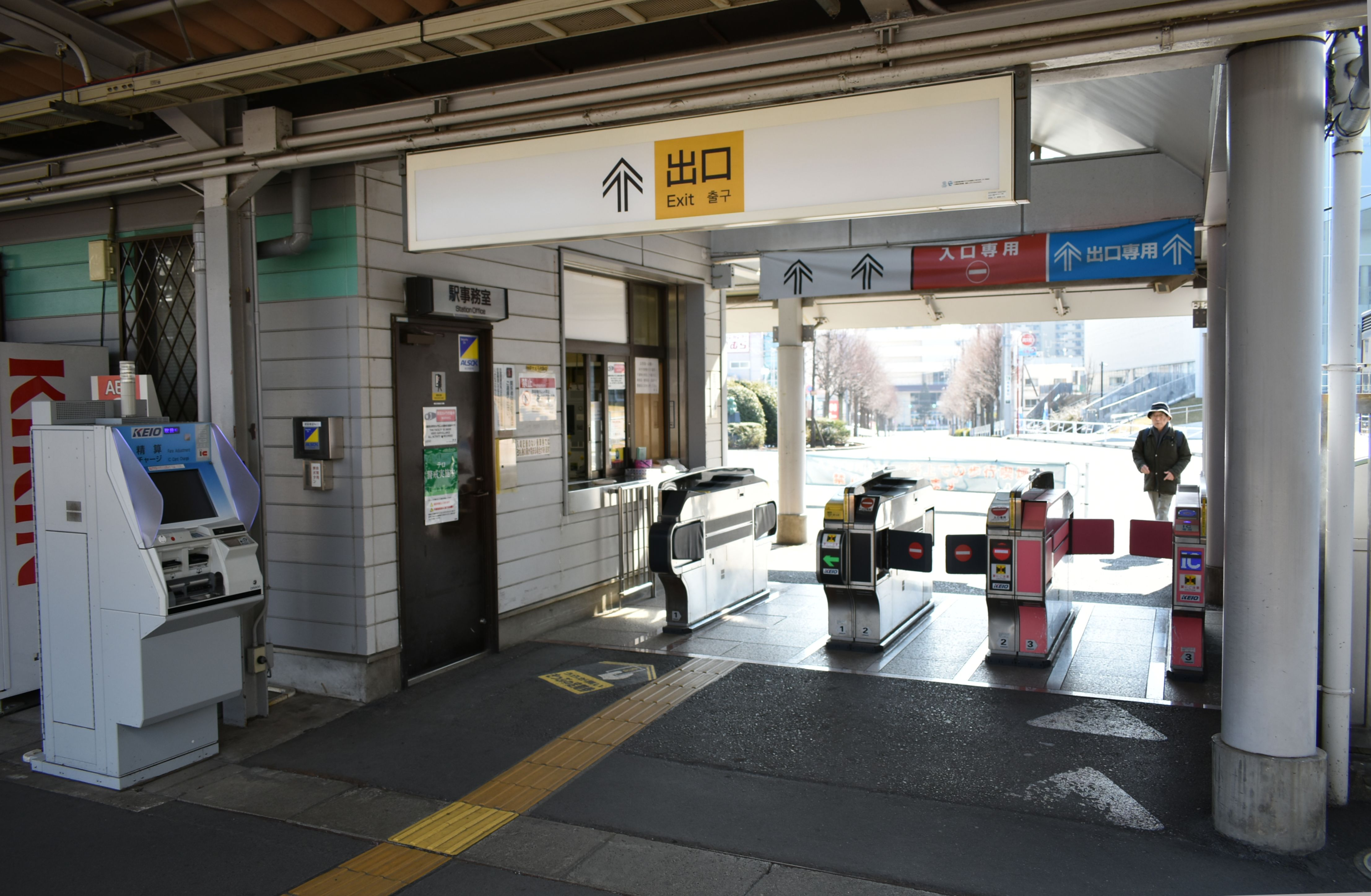
改札口（2019年2月）
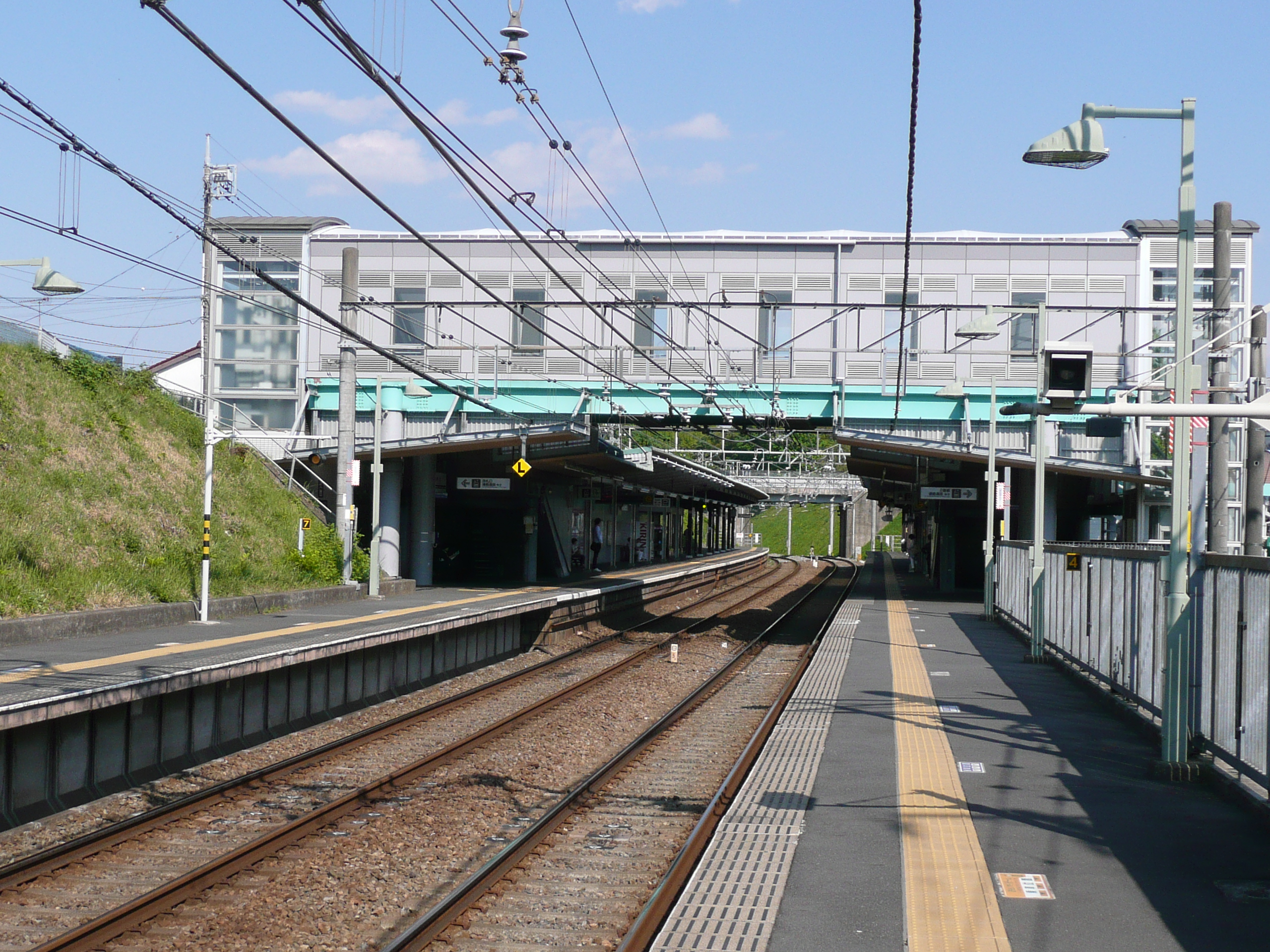
ホーム（2013年4月）

## 利用状況
2024年度の1日平均乗降人員は7,823人である。 
近年の1日平均乗降人員及び乗車人員の推移は下表の通りである。
| 年度               | 1日平均 乗降人員 | 1日平均 乗車人員 | 出典     |
| ------------------ | ---------------- | ---------------- | -------- |
| 1967年（昭和42年） | 830              |                  |          |
| 1970年（昭和45年） | 2,666            |                  |          |
| 1975年（昭和50年） | 3,503            |                  |          |
| 1980年（昭和55年） | 4,079            |                  |          |
| 1985年（昭和60年） | 3,877            |                  |          |
| 1990年（平成02年） | 4,171            | 2,077            | [ * 1 ]  |
| 1991年（平成03年） |                  | 2,082            | [ * 2 ]  |
| 1992年（平成04年） |                  | 2,036            | [ * 3 ]  |
| 1993年（平成05年） |                  | 2,052            | [ * 4 ]  |
| 1994年（平成06年） |                  | 2,014            | [ * 5 ]  |
| 1995年（平成07年） | 4,076            | 2,000            | [ * 6 ]  |
| 1996年（平成08年） |                  | 2,049            | [ * 7 ]  |
| 1997年（平成09年） |                  | 2,093            | [ * 8 ]  |
| 1998年（平成10年） |                  | 2,134            | [ * 9 ]  |
| 1999年（平成11年） |                  | 2,667            | [ * 10 ] |
| 2000年（平成12年） | 5,126            | 2,786            | [ * 11 ] |
| 2001年（平成13年） | 5,356            | 2,786            | [ * 12 ] |
| 2002年（平成14年） |                  | 2,825            | [ * 13 ] |
| 2003年（平成15年） | 5,463            | 2,806            | [ * 14 ] |
| 2004年（平成16年） | 5,465            | 2,811            | [ * 15 ] |
| 2005年（平成17年） | 5,806            | 2,899            | [ * 16 ] |
| 2006年（平成18年） | 6,082            | 2,959            | [ * 17 ] |
| 2007年（平成19年） | 6,351            | 3,115            | [ * 18 ] |
| 2008年（平成20年） | 6,674            | 3,263            | [ * 19 ] |
| 2009年（平成21年） | 6,727            | 3,288            | [ * 20 ] |
| 2010年（平成22年） | 6,815            | 3,337            | [ * 21 ] |
| 2011年（平成23年） | 6,776            | 3,320            | [ * 22 ] |
| 2012年（平成24年） | 6,896            | 3,378            | [ * 23 ] |
| 2013年（平成25年） | 7,113            | 3,496            | [ * 24 ] |
| 2014年（平成26年） | 7,226            | 3,548            | [ * 25 ] |
| 2015年（平成27年） | 7,567            | 3,702            | [ * 26 ] |
| 2016年（平成28年） | 7,720            | 3,784            | [ * 27 ] |
| 2017年（平成29年） | 7,849            | 3,847            | [ * 28 ] |
| 2018年（平成30年） | 7,967            | 3,890            | [ * 29 ] |
| 2019年（令和元年） | 7,820            | 3,806            | [ * 30 ] |
| 2020年（令和02年） | 5,775            | 2,816            | [ * 31 ] |
| 2021年（令和03年） | 6,586            | 3,236            | [ * 32 ] |
| 2022年（令和04年） | 7,259            | 3,562            | [ * 33 ] |
| 2023年（令和05年） | 7,718            | 3,805            | [ * 34 ] |
| 2024年（令和06年） | 7,823            |                  |          |

## 駅周辺
当駅周辺は、八王子市および高尾警察署の「違法駐車取り締まり重点地域」に指定されている。
- ジャパンスイミングスクール八王子
- イーアス高尾
- 八王子狭間通郵便局
- 国立高等専門学校機構本部
- 東京工業高等専門学校 - 若葉台検車区の構想が上がる前は、この場所に車両基地が建設される予定であった。
- ジャノメ本社・研究開発本部・生産本部
- 佐藤製薬八王子工場
- 狭間公園
- エスフォルタアリーナ八王子（八王子市総合体育館）
- 八王子市立東浅川小学校
- 八王子市立陵南中学校
- 八王子市立椚田小学校
- 都立八王子西特別支援学校
- 京王バス「狭間駅」停留所
- イトーヨーカドー・ブックオフスーパーバザー
- スーパーアルプス はざま店
- スーパーバリュー 八王子高尾店

## 隣の駅
京王電鉄
 高尾線
■急行
通過
■特急・■区間急行・■快速・■各駅停車（区間急行は定期列車の設定なし。快速は下りのみ運転）
めじろ台駅 (KO50) - 狭間駅 (KO51) - 高尾駅 (KO52)